# Elatostema graeffei
Elatostema graeffei är en nässelväxtart som beskrevs av Franz Reinecke. Elatostema graeffei ingår i släktet Elatostema och familjen nässelväxter. Inga underarter finns listade i Catalogue of Life.